# Gijs Bakker
Gijsbertus Johannes (Gijs) Bakker (Amersfoort, 20 februari 1942) is een Nederlands beeldend kunstenaar die actief is als sieraadontwerper en vormgever.

## Biografie
Bakker volgde een opleiding aan het Instituut voor Kunstnijverheidsonderwijs (1958-1962) te Amsterdam, waar hij lessen volgde bij onder meer Marinus Zwollo, en aan de Konstfackskolan in Stockholm (1962-1963). Uit bewondering voor Torun Bülow-Hübe was Bakker naar Zweden vertrokken, maar het Scandinavisch design viel hem tegen. Terug in Nederland ging hij aan de slag bij Koninklijke Van Kempen & Begeer.
Aan het Instituut voor Kunstnijverheidsonderwijs had Bakker Emmy van Leersum leren kennen. In 1965 openden zij het Atelier voor Sieraden in een werfkelder te Utrecht. Zij toonden daar eigen werk alsook werk van andere Nederlandse edelsmeden. Op 22 december 1966 huwden Bakker en Van Leersum te Soest. Aldo Bakker is hun zoon. Vanaf 1968 tot 1979 gaf Bakker les aan de Akademie voor Beeldende Kunst en Kunstnijverheid in Arnhem. Halverwege de jaren 70 van de twintigste eeuw trokken Bakker en Van Leersum Herman Hermsen aan als assistent.
Zijn partner Van Leersum overleed in 1984. Een jaar later begon hij met lesgeven op de Technische Universiteit Delft en de Koninklijke Academie van Beeldende Kunsten tot 1987. Vervolgens werd hij docent aan de Design Academy Eindhoven, waar hij 25 jaar aan verbonden zou blijven.
In 1993 waren Bakker en Renny Ramakers oprichter van Droog Design, een bedrijf dat gebruiksvoorwerpen lanceert van Nederlandse origine, waarbij sobere en heldere vormgeving wordt gecombineerd met durf en humor. In 1996 bracht Bakker samen met Marijke Vallancesca sieraden uit van diverse ontwerpers uit binnen- en buitenland uit onder het label Chi ha paura...?. In 2000 werd hij benoemd tot hoofddocent aan de Design Academy.
Gijs Bakker is sinds 2016 lid van de Akademie van Kunsten.

## Prijzen
- 1986: Emmy van Leersumprijs
- 1996: Kho Liang Ie-prijs
- 1998: Françoise van den Bosch Prijs
- 1995: Prins Bernhard Cultuurfonds Prijs voor Toegepaste Kunst en Bouwkunst
- 2007: Benno Premsela Award[2]

## Werk
Aan het einde van de jaren 70 maakte Bakker sieraden van onder meer gelamineerde foto's van bijvoorbeeld colliers van vorstinnen om zo ironisch commentaar te geven op heldenverering en het sieraad als statusobject. Bakker en van Leersum streefden ernaar sieraden ook als zelfstandig kunstwerk te laten gelden. Zij experimenteerden met sieraden van industriële materialen als aluminium. Zij deden onderzoek naar vorm, bijvoorbeeld naar de overgang van een cirkel naar een vierkant.
De door Bakker ontworpen Stripstoel, die ook op industriële schaal is geproduceerd, is opgenomen in de collectie van het Stedelijk Museum in Amsterdam. De door Bakker ontworpen Gatenstoel was in 2014 te zien op een tentoonstelling in museum Boijmans Van Beuningen in Rotterdam. Bakker heeft ook kleding en straatmeubilair ontworpen. In 1997 leverde hij Gedenkteken Ir. Jakoba Mulder, een beeld voor op het Ir. Jakoba Mulderplein, Amsterdam.

### Fotogalerij

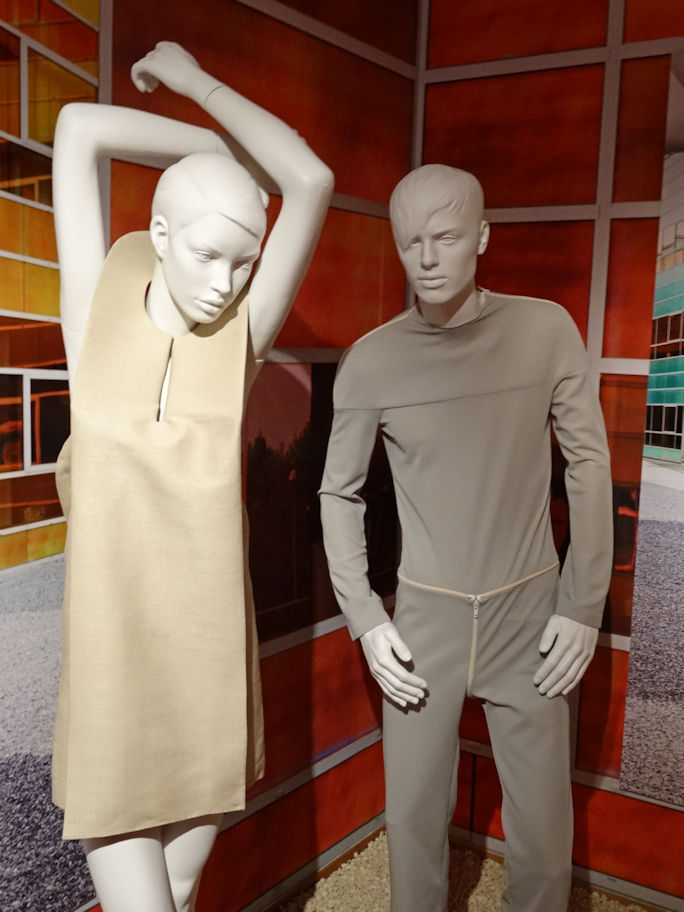
Avondjurk en jumpsuit (1967) van kunststof
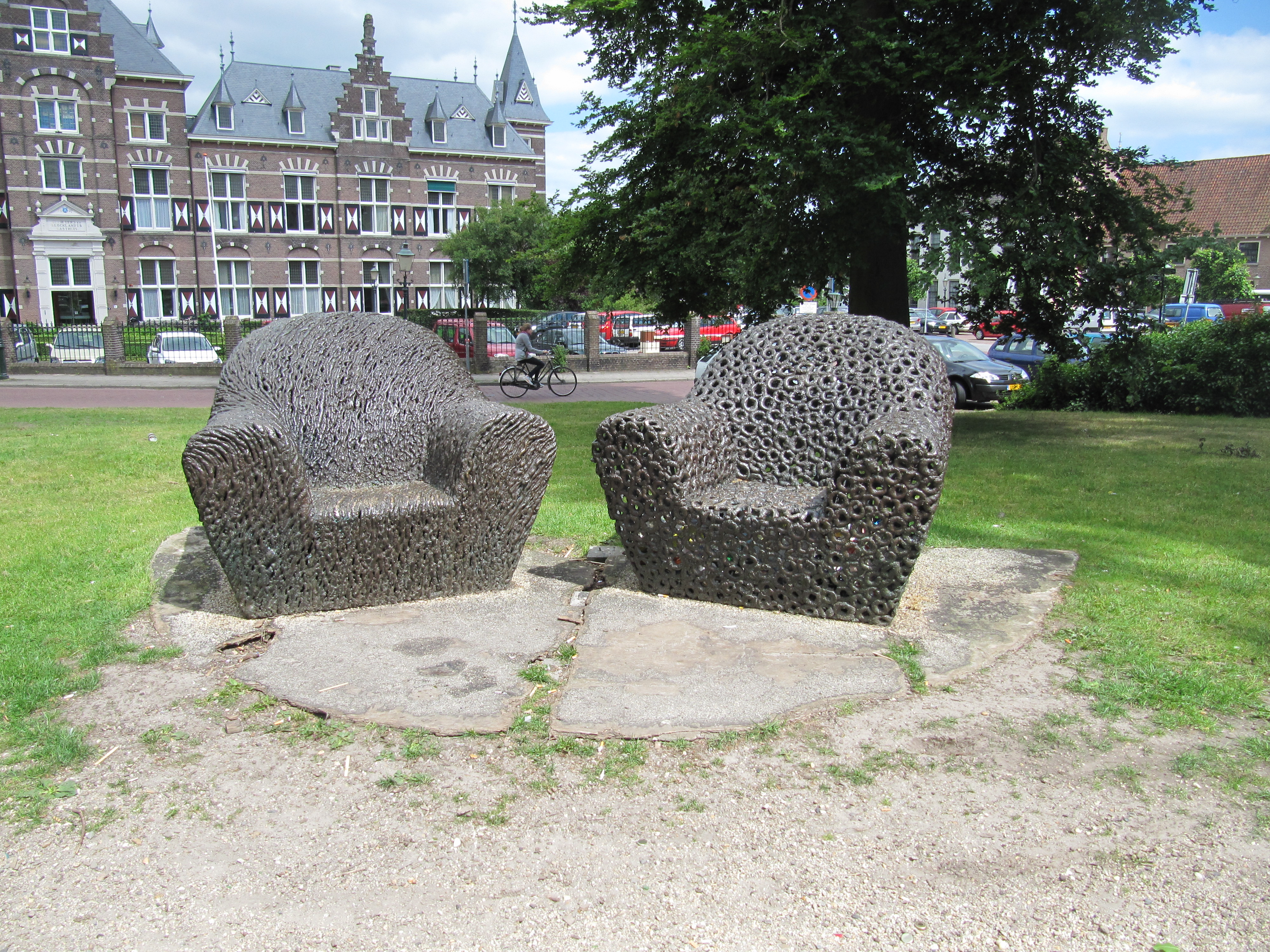
Bankje voor het Sint Pieters en Blocklandts Gasthuis (2000)
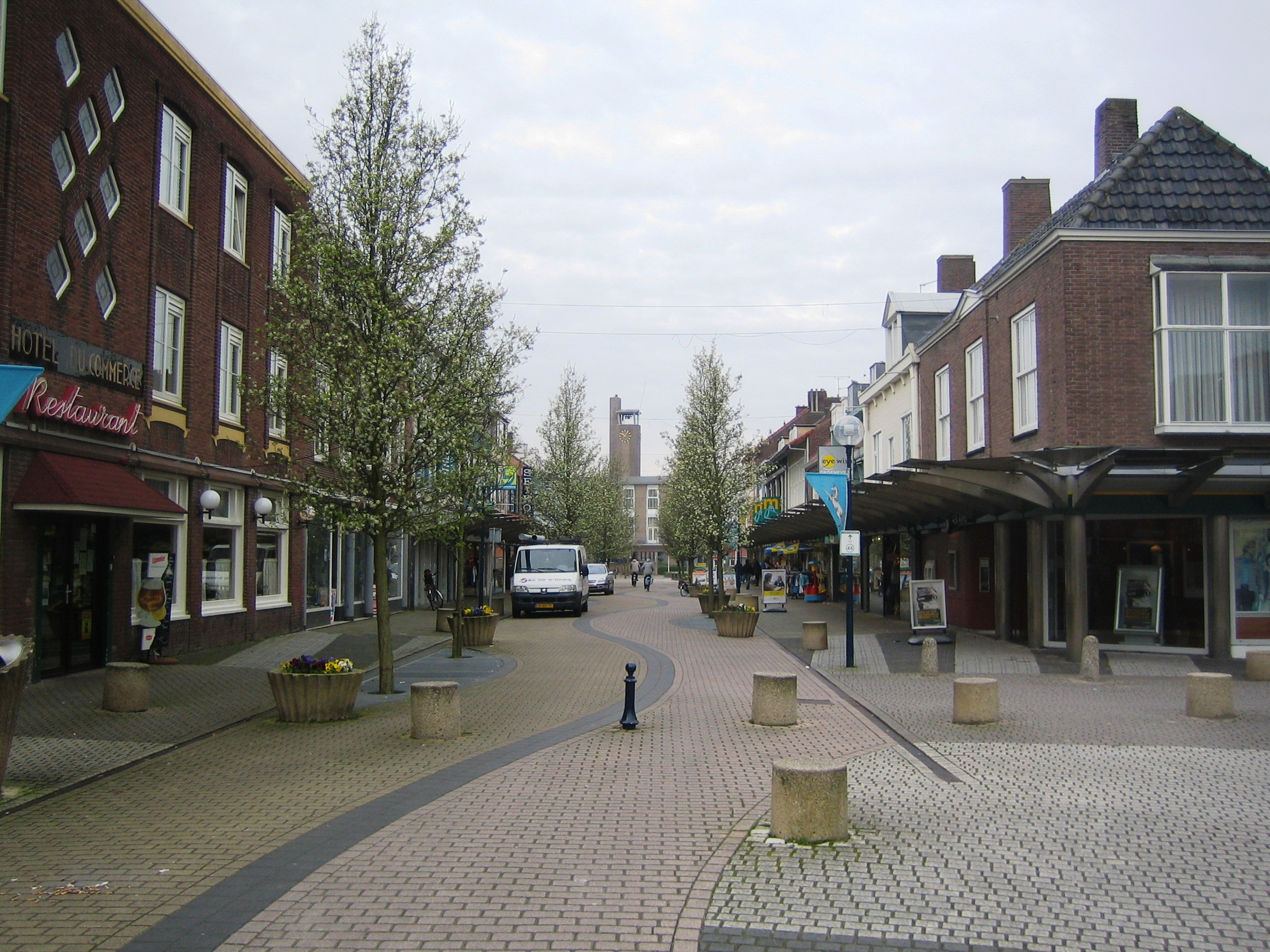
Bestrating en straatmeubilair in Oostburg (Zeeuws-Vlaanderen), naar ontwerp van Gijs Bakker.

## Tentoonstellingen (selectie)
- 2014 - De show van Gijs + Emmy, Stedelijk Museum Amsterdam